# هانا براون
هانا براون (بالإنجليزية: Hannah Brown)‏ هي عارضة أمريكية، ولدت في 24 سبتمبر 1994.

## روابط خارجية
- هانا براون على موقع IMDb (الإنجليزية)
- هانا براون على موقع قاعدة بيانات الفيلم (الإنجليزية)